# Carlos Carmelo Vasconcellos Motta
Carlos Carmelo Vasconcellos Motta (16 de julio de 1890 en Bom Jesus do Amparo, Minas Gerais, Brasil-18 de septiembre de 1982 en Aparecida, São Paulo, Brasil) fue cardenal durante mucho tiempo, hasta que Eugênio de Araújo Sales lo superó en 2005. Fue el cardenal brasileño con más años de servicio y, durante su cardenalato, la Iglesia en Brasil experimentó una tremenda expansión, lo que implicó el desarrollo de muchos movimientos nuevos que se desarrollarían después de que él había desaparecido en gran medida de la escena.

## Biografía
Originario de un pequeño pueblo en el estado de Minas Gerais, el futuro Cardenal obtuvo su educación en el seminario local de la ciudad de Mariana. Fue ordenado sacerdote en 1918 y pasó gran parte de los siguientes quince años en la capital del estado de Belo Horizonte como rector de un seminario. Se convirtió en obispo en 1932, como obispo auxiliar de la Arquidiócesis de Diamantina. Su primer nombramiento apropiado como obispo diocesano fue para la Arquidiócesis de São Luis en el remoto estado de Maranhão tres años después, pero Motta no atrajo mayor atención hasta que fue ascendido a la sede más prestigiosa de Brasil en São Paulo en 1944.
Con su nombramiento como cardenal por del papa Pío XII en el consistorio del 18 de febrero de 1947, Motta se convirtió efectivamente en el líder de la Iglesia en Brasil durante los siguientes veinte años hasta que surgió una nueva generación de líderes (Sales, Arns, Lorscheider). En este cargo, el cardenal Motta se enfrentó a la difícil tarea de qué política tomar cuando se enfrentó a la angustia generalizada por la gran desigualdad social tan característica de Brasil. En la década de 1950, se convirtió en el primer arzobispo de la Iglesia católica en celebrar sínodos episcopales con regularidad, algo que se convirtió en una práctica habitual después del Vaticano II. Entre sus alumnos más cercanos se encontraba el recientemente famoso Hélder Câmara. Fue el líder efectivo de la Primera Conferencia General de Obispos Sudamericanos en 1955.
Por otro lado, Motta tuvo que lidiar con el grupo ultraderechista Tradición, Familia y Propiedad, que pretendía conquistarlo con una carta, aún existente, en 1956. Considerado como un hombre tranquilo al que no le gustaba la publicidad, la respuesta de Motta, característicamente, no ha sobrevivido.
Motta asistió a las sesiones del Concilio Vaticano II y fue trasladado a la sede de Aparecida en 1964. Su papel en la Iglesia declinó significativamente después de esto, sin embargo, a medida que las nuevas generaciones de líderes de la Iglesia se enfrentaron a los problemas del golpe militar de 1964 en Brasil.
Participó en los cónclaves de 1958 y 1963. Cuando murió, en 1982, Motta había sido el cardenal con más tiempo que cualquier otra persona viva. Fue el penúltimo cardenal superviviente elevado por el papa Pío XII detrás de Paul-Émile Léger y Giuseppe Siri, y el último cardenal superviviente elevado en el consistorio de 1946.
Su cuerpo descansa en la Basílica de Nuestra Señora Aparecida.